# 長寿寺 (名古屋市)
長寿寺（ちょうじゅじ）は、愛知県名古屋市緑区大高町字鷲津山にある臨済宗永源寺派の寺院。山号は鷲頭山（わしずさん）。本尊は阿弥陀如来。知多四国霊場第87番札所。

## 沿革・歴史
当寺の草創の年代は不明である。当時は真言宗に属し鷲巣山長祐寺と呼ばれていたが、永禄3年（1560年）桶狭間の戦いの際、鷲津砦の兵火で焼失。
江戸時代になり大高領主志水忠継の母である長寿院元操尼の遺命により延宝8年（1680年）、当地に愛知県春日井郡三淵村（現在の小牧市の一部）にあった、紫金山慈眼寺（臨済宗黄檗派）を移し、その慈眼寺を開山した越博紹付を迎え、当寺の開山とした。
天和2年（1682年）に伽藍を竣工し再興。このとき寺号を長寿寺、宗派を黄檗宗に改めた。その後当寺は一旦中絶したが元禄2年（1689年）、臨済宗興聖寺派の大本山である興聖寺から道雲石梯が訪れ中興開山した。後に元禄4年（1691年）、臨済宗永源寺派に再び改宗した。
なお、当寺は前述のとおり志水氏の菩提寺として、江戸時代には同氏一族の占有となっていたため、一般の檀家は少数である。また、寺域内には志水氏の9代から14代までの墓がある。
文化から文政年間（1804年から1829年頃）にかけて、知多四国霊場の87番札所として弘法堂が設けられた。
江戸時代末期から明治時代初期にかけて刊行された尾張国の地誌「尾張名所図会」に当寺の記述が境内の俯瞰図とともに収録されている。
明治21年（1888年）7月19日、火災により本堂および庫裡を焼失。この際、本尊は偶然寺の付近で東海道本線の工事をしていた作業員らにより運び出され、無事であった。その後明治31年（1898年）に新しい本堂、庫裡が再建された。このとき焼失を免れ残っていた山門（鐘楼門）は大正元年（1912年）の台風で倒壊し、後に再建された。
昭和20年（1945年）3月から5月にかけての名古屋大空襲によって山門その他諸堂や蔵などを焼失。貴重な資料の多くが失われた。
これらは戦後長らく焼失したままの状態であったが、昭和54年（1979年）、山門その他諸堂が再建され、現在の長寿寺が竣工した。

## 境内
本堂
昭和54年（1979年）再建。鉄筋コンクリート造。
弘法堂
知多四国霊場の第87番札所。
山門（鐘楼門）
昭和54年（1979年）再建。鉄筋コンクリート造。
庫裡
高蔵坊（こうぞんぼう）稲荷
当地に伝わる伝説で、長寿寺の再興に尽力したとされている老狐を祀っている。
昔、長寿寺の住職である高蔵坊が、寺が傷んでも修理できず困っていた折、住職の可愛がっていた狐が住職の姿に変わり、この寺の御利益を説いて町村を廻り、その結果参拝者が増え寺は立派に修復できたと伝わる。村人はその狐を「高蔵坊狐」（こうぞんぼうぎつね）と呼びお堂を建てて祀ったとされている。
現在でも毎年3月第1日曜日に例祭が行われている。
長寿寺会館
2階建て。葬儀や法要、地域のイベント等に使用される会館となっている。

## 行事・祭事等
青空市（あおぞらいち）
毎月「4」と「9」のつく日（4日、9日、14日、19日、24日、29日）に山門前の駐車場脇にて、地元の生鮮食料品や菓子、衣料品などの露天販売が行われている。
高蔵坊稲荷大祭
3月第1日曜日。地元有志による幟旗の奉納や甘酒、藤竹飯（とうたけめし）などの振舞いが行われ多くの参拝者で賑わっている。

## ギャラリー

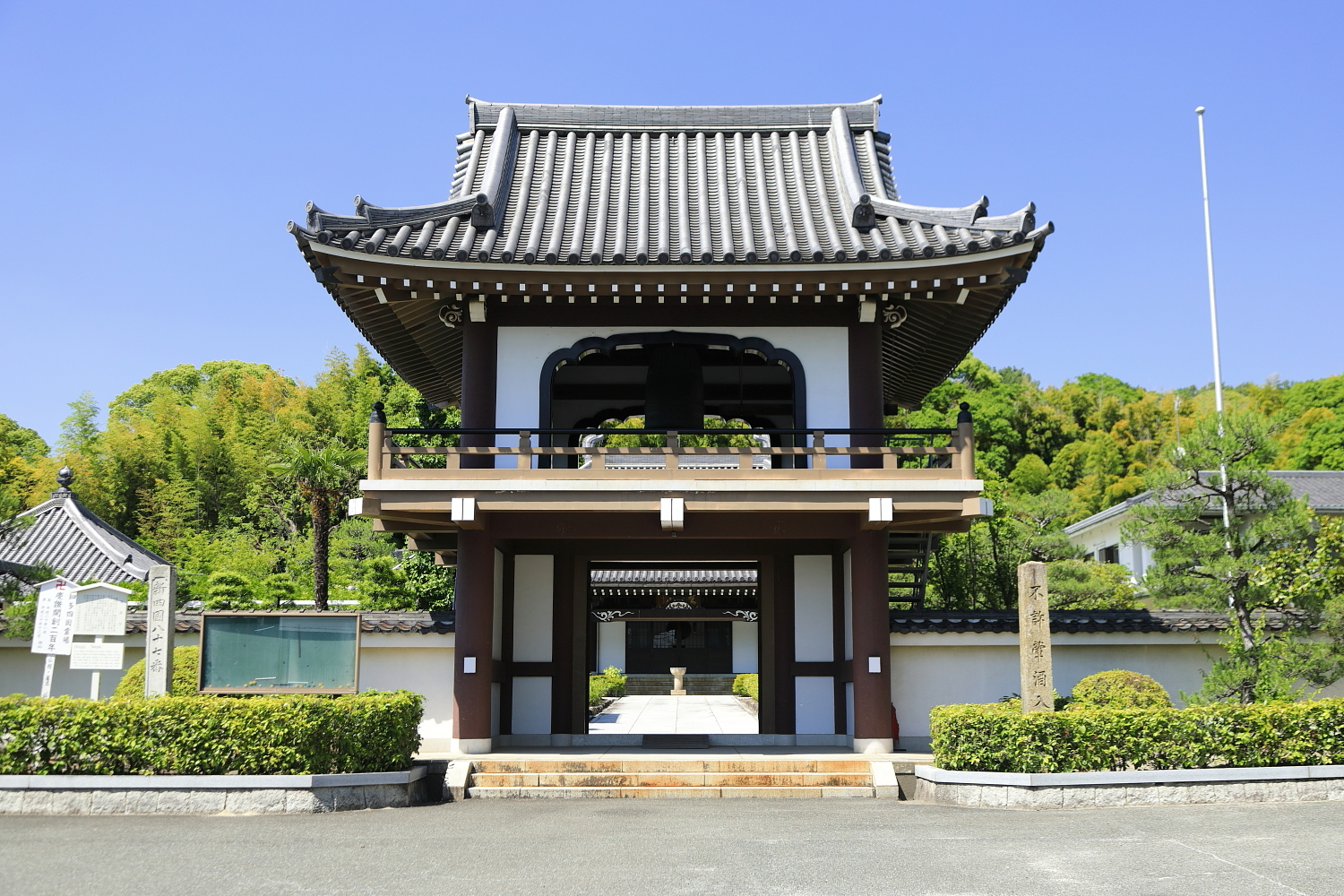
山門（鐘楼門） （2020年（令和2年）5月）
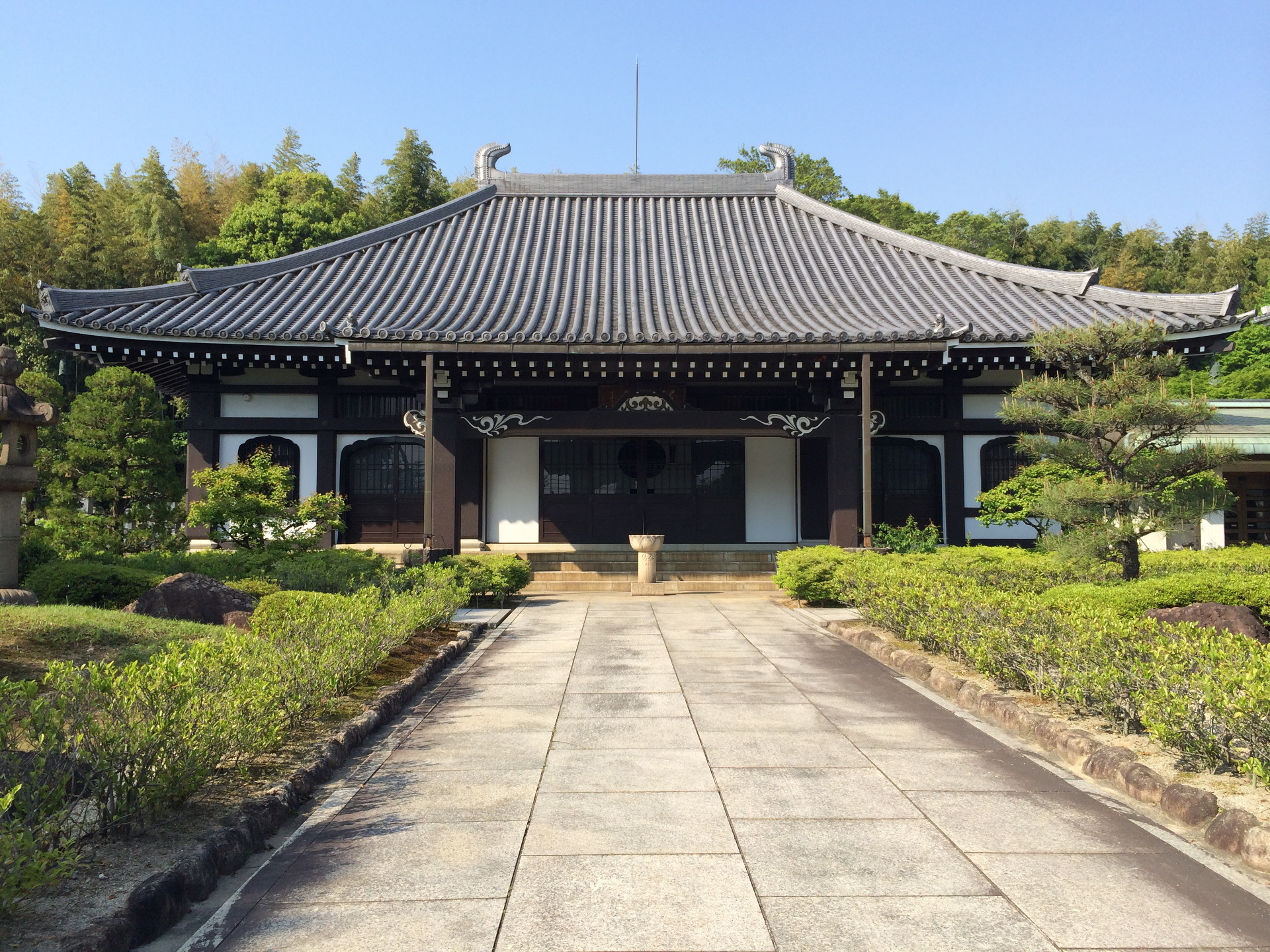
本堂 （2018年（平成30年）4月）
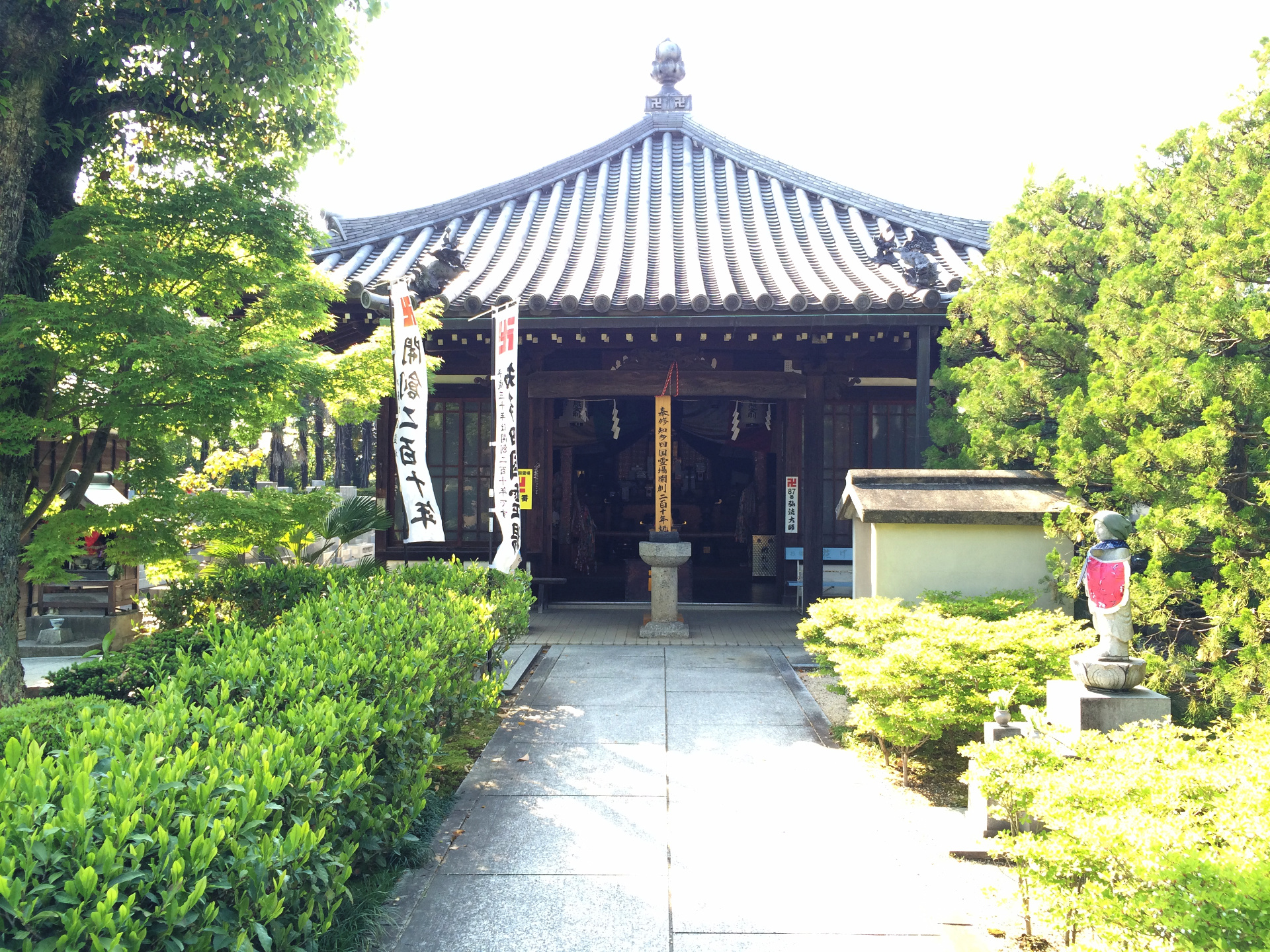
弘法堂 （2018年（平成30年）4月）
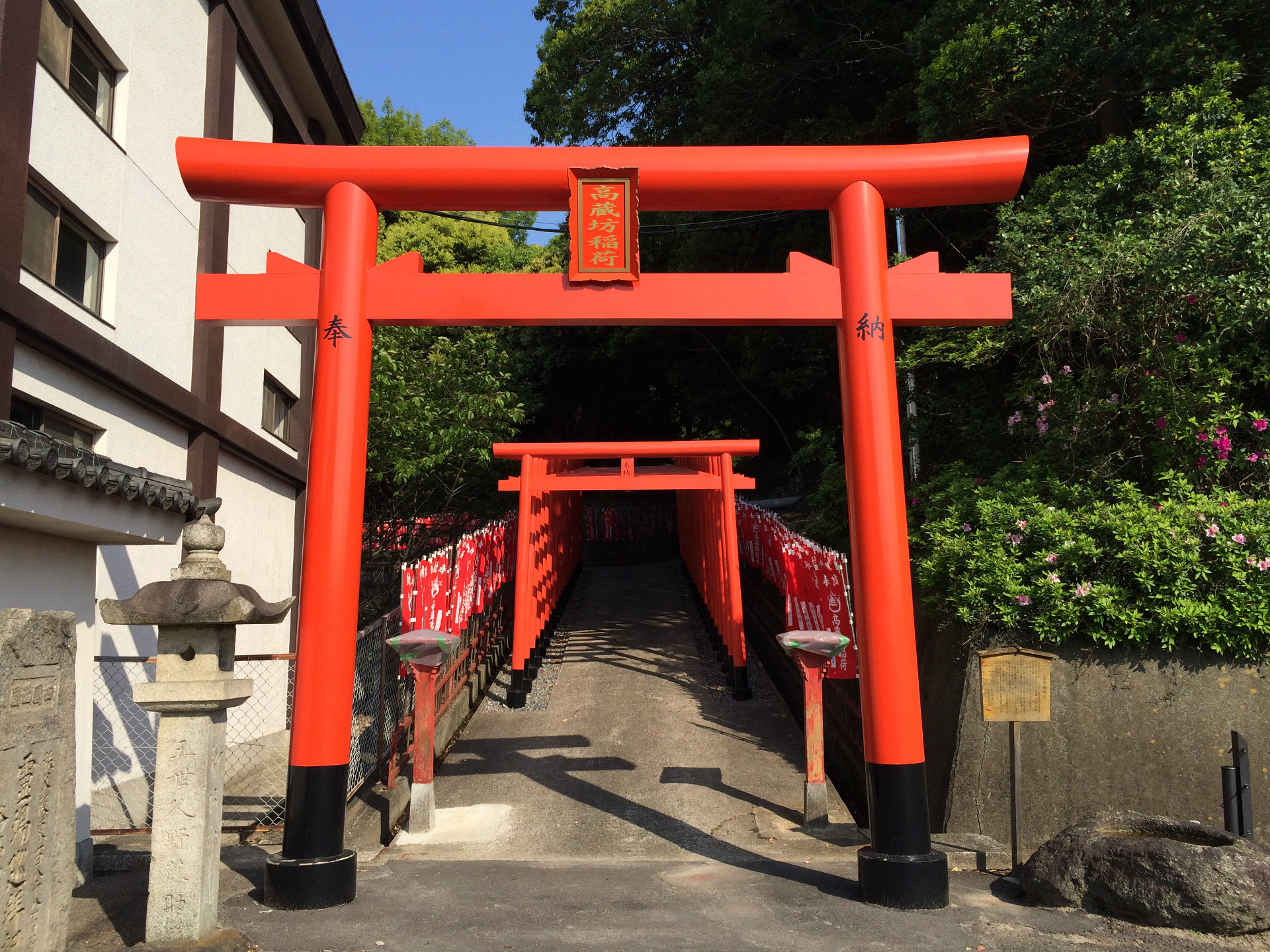
高蔵坊稲荷 鳥居 （2018年（平成30年）4月）
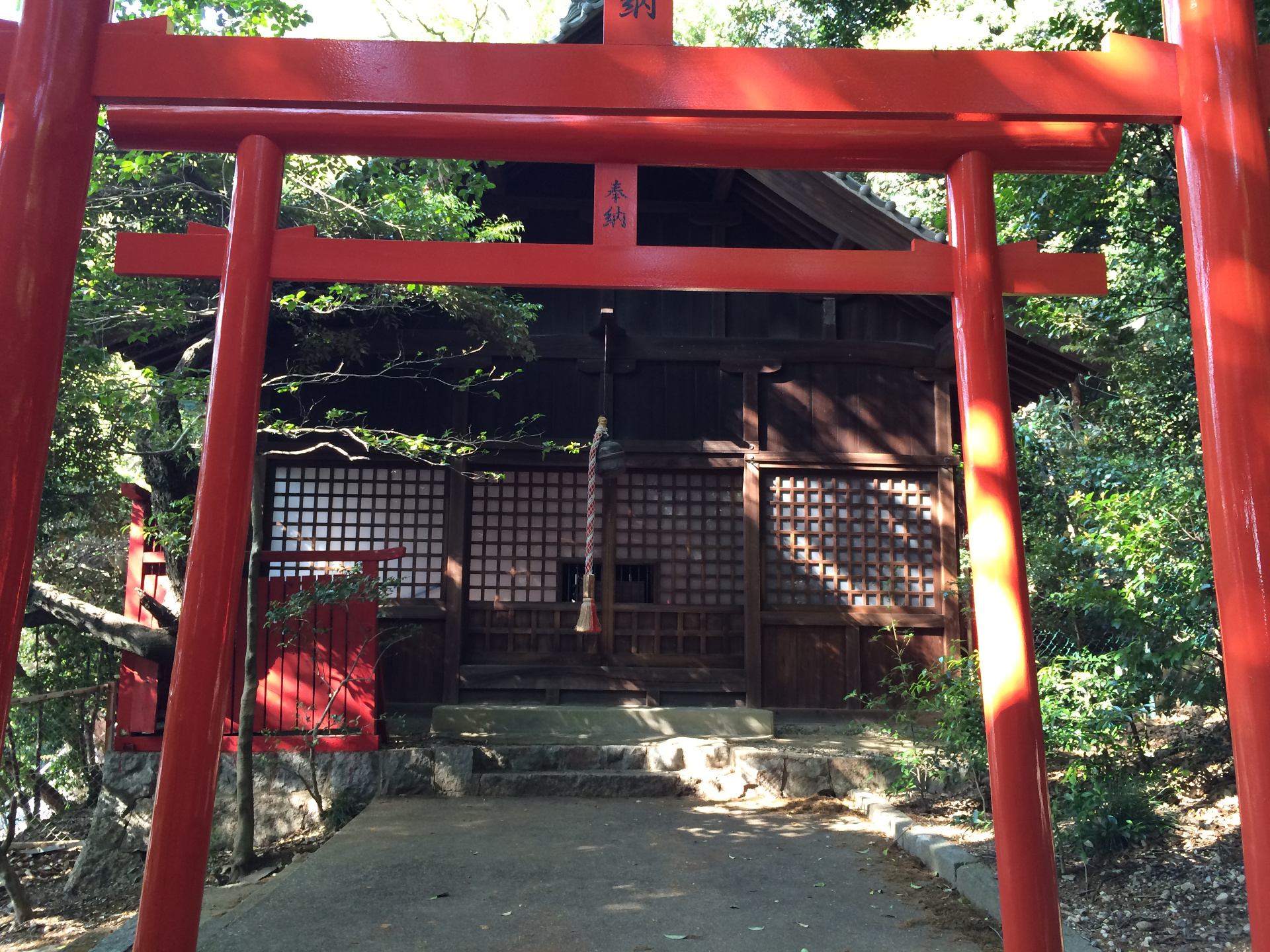
高蔵坊稲荷 （2018年（平成30年）4月）
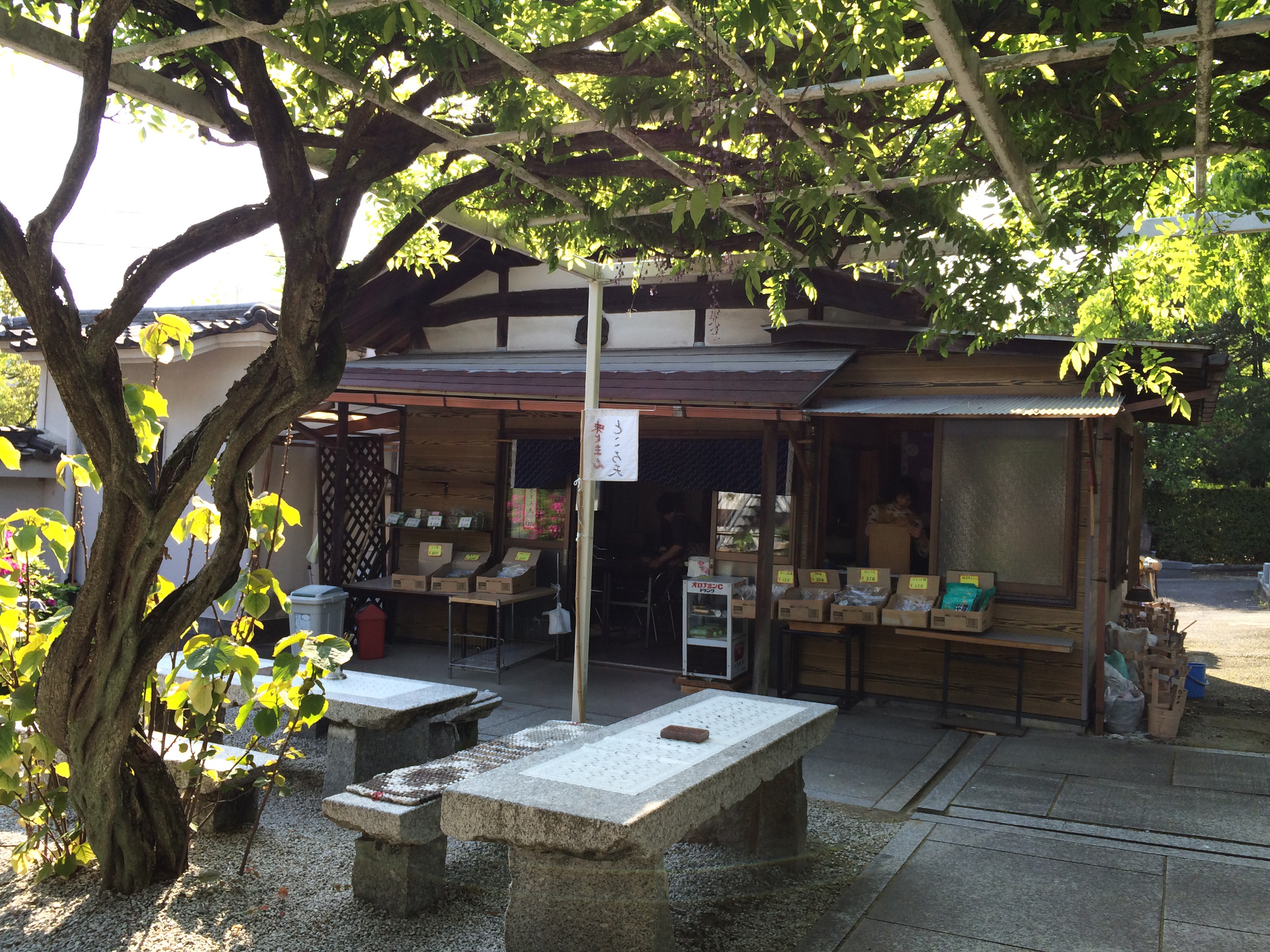
藤棚と御休処 （2018年（平成30年）4月）
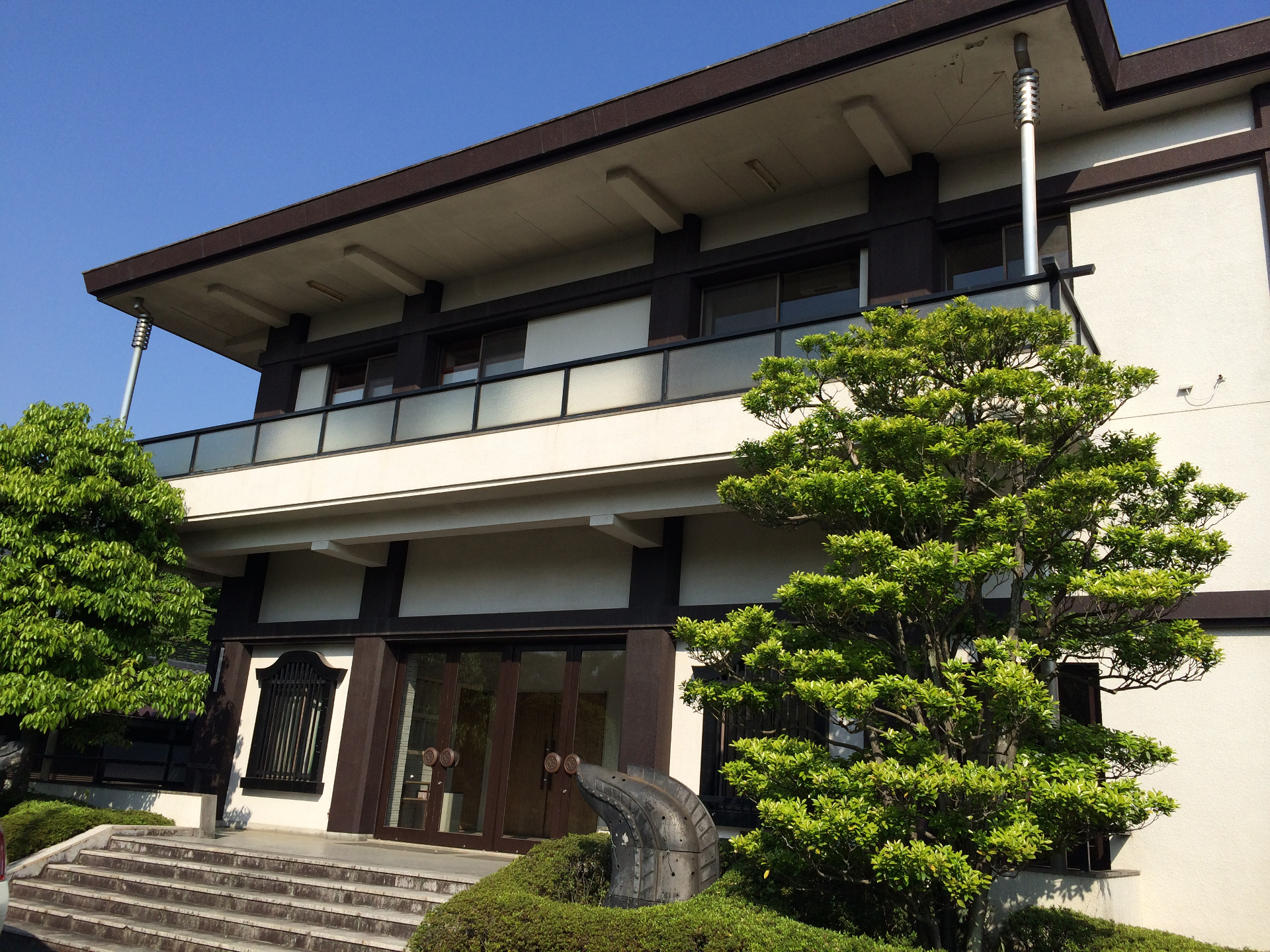
長寿寺会館 （2018年（平成30年）4月）
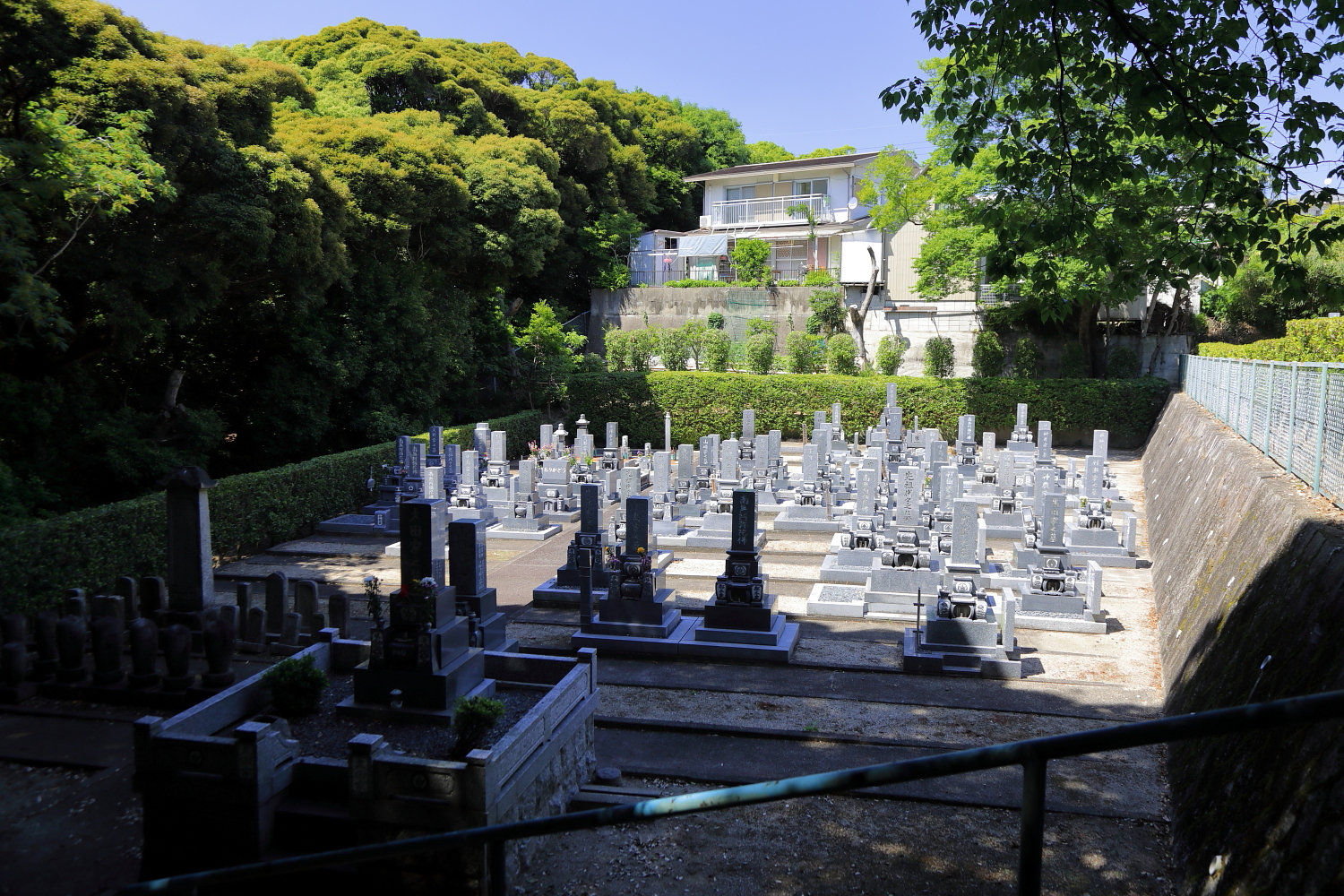
長寿寺霊園 （2020年（令和2年）5月）

## 所在地
- 〒459-8001：愛知県名古屋市緑区大高町字鷲津山13

## 周辺
- 鷲津砦 - 鷲津山として当寺と一体化して緑地を形成している。
- 丸根砦
- 大高城
- 明忠院

## 交通アクセス
- JR東海道本線「大高駅」下車、東口より県道50号線を南へ約300メートル、徒歩で約5分。
- 名古屋高速3号大高線 大高ICより自動車で約5分。
- 国道23号（名四国道）大高ICまたは共和ICより自動車で約5分。